# Taekwondo na Letních olympijských hrách 2004
Taekwondo na Letních olympijských hrách 2004 v Athénách.

## Medailisté

### Muži
| Kategorie | Zlato                                       | Stříbro                             | Bronz                              |
| --------- | ------------------------------------------- | ----------------------------------- | ---------------------------------- |
| 58 kg     | Ču Mu-jen · Tchaj-wan (TPE)                 | Oscar Salazar · Mexiko (MEX)        | Tamer Bayoumi · Egypt (EGY)        |
| 68 kg     | Hadi Saei · Írán (IRI)                      | Chuang Č’-siung · Tchaj-wan (TPE)   | Song Mjong-sop · Jižní Korea (KOR) |
| 80 kg     | Steven López · Spojené státy americké (USA) | Bahri Tanrıkulu · Turecko (TUR)     | Yousef Karami · Írán (IRI)         |
| nad 80 kg | Mun Te-ssng · Jižní Korea (KOR)             | Alexandros Nikolaidis · Řecko (GRE) | Pascal Gentil · Francie (FRA)      |

### Ženy
| Kategorie | Zlato                           | Stříbro                                     | Bronz                                |
| --------- | ------------------------------- | ------------------------------------------- | ------------------------------------ |
| 49 kg     | Čchen Š’-sin · Tchaj-wan (TPE)  | Yanelis Labrada · Kuba (CUB)                | Yaowapa Boorapolchai · Thajsko (THA) |
| 57 kg     | Čang Či-won · Jižní Korea (KOR) | Nia Abdallah · Spojené státy americké (USA) | Iridia Salazar · Mexiko (MEX)        |
| 67 kg     | Luo Wej · Čína (CHN)            | Elisavet Mystakidou · Řecko (GRE)           | Hwang Kjong-son · Jižní Korea (KOR)  |
| nad 67 kg | Čchen Čung · Čína (CHN)         | Myriam Baverel · Francie (FRA)              | Adriana Carmona · Venezuela (VEN)    |

## Přehled medailí
| Pořadí | Země                         | Zlato | Stříbro | Bronz | Celkově |
| ------ | ---------------------------- | ----- | ------- | ----- | ------- |
| 1.     | Tchaj-wan (TPE)              | 2     | 1       | 0     | 3       |
| 2.     | Jižní Korea (KOR)            | 2     | 0       | 2     | 4       |
| 3.     | Čína (CHN)                   | 2     | 0       | 0     | 2       |
| 4.     | Spojené státy americké (USA) | 1     | 1       | 0     | 2       |
| 5.     | Írán (IRI)                   | 1     | 0       | 1     | 2       |
| 6.     | Řecko (GRE)                  | 0     | 2       | 0     | 2       |
| 7.     | Francie (FRA)                | 0     | 1       | 1     | 2       |
| 7.     | Mexiko (MEX)                 | 0     | 1       | 1     | 2       |
| 9.     | Turecko (TUR)                | 0     | 1       | 0     | 1       |
| 9.     | Kuba (CUB)                   | 0     | 1       | 0     | 1       |
| 11.    | Thajsko (THA)                | 0     | 0       | 1     | 1       |
| 11.    | Egypt (EGY)                  | 0     | 0       | 1     | 1       |
| 11.    | Venezuela (VEN)              | 0     | 0       | 1     | 1       |
| Celkem | Celkem                       | 8     | 8       | 8     | 24      |